# Metántiol
A metántiol vagy metil-merkaptán szerves vegyület, képlete CH3SH. A legegyszerűbb tiol, benne a tiolcsoporthoz egy metilcsoport kapcsolódik. Standard körülmények között színtelen, bűzös (fokhagymára emlékeztető szagú), erősen gyúlékony gáz. Többek között ez felelős a rossz szájszagért. Mivel szagát az ember már igen kis koncentrációban is érzi, gyakran adják földgázhoz a robbanásveszély megelőzése érdekében.

## Kémiai tulajdonságok
Szerkezete hasonló a metanoléhoz, ugyanúgy tetraéderes a szénatomnál, de a kénnél a kötésszög csak 100° körüli (a metanolban 109°)
Gyenge (a metanolnál több nagyságrenddel erősebb) sav, pKs értéke körülbelül 10,4. Savas tulajdonságának köszönhetően töményebb lúgoldatokkal sóképzés közben reagál. Enyhe oxidációja hidrogénelvonással jár, és dimetil-diszulfid képződéséhez vezet. 
2CH3SH  +  [O]  →   CH3SSCH3  +  H2O
További oxidáció során metánszulfonsavvá oxidálható.

## Előállítás
Előállítása iparilag metanol és hidrogén-szulfid gáz reakciójával történik alumínium-oxid katalizátor jelenlétében.
CH3OH  +  H2S   →   CH3SH  +  H2O